# Enrico Mollo
Enrico Mollo (Torí, 24 de juliol de 1913 – Moncalieri, 10 de març de 1992) va ser un ciclista italià que fou professional entre 1935 i 1948. Bon escalador, va guanyar la Volta a Llombardia de 1935, la Copa Bernocchi de 1936, el Giro dels Tres Mars el 1938, les Tres Valls Varesines i el Giro dels Apenins de 1946. Va córrer en cinc edicions del Giro d'Itàlia, sent la seva millor classificació la segona posició el 1940.

## Palmarès
- 1935
  - 1r del Giro de Lombardia
- 1936
  - 1r de la Copa Bernocchi
- 1938
  - 1r al Giro dels Tres Mars
- 1939
  - 1r del Gran premi de la muntanya de la Volta a Suïssa
- 1946
  - 1r de la Copa Ciutat d'Asti
  - 1r del Tres Valls Varesines
  - 1r del Giro dels Apenins

### Resultats al Giro d'Itàlia
- 1936. 9è de la classificació general
- 1937. 3r de la classificació general
- 1939. 26è de la classificació general
- 1940. 2n de la classificació general.  Porta el mallot rosa durant 3 etapes
- 1946. Abandona

### Resultats al Tour de França
- 1938. 38è de la classificació general